# Génépi noir
Artemisia genipi
Espèce
Classification phylogénétique
Statut de conservation UICN

 LC  : Préoccupation mineure
Le génépi noir (Artemisia genipi) est une espèce de plante à fleurs de la famille des Astéracées. C'est une plante aromatique qui exhale un parfum d'absinthe. Elle était autrefois recherchée pour ses usages médicinaux et pour fabriquer des liqueurs (liqueur de génépi).

## Description
Ses fleurs sont groupées en haut d'une tige courte (ce qui le distingue du génépi laineux). Il a des feuilles supérieures non pétiolées et des écailles noirâtres sur le calice (d'où son nom).

## Usage médicinaux
Tout comme sa proche parente Artemisia mutellina, ce Génepi était utilisé en France dans les régions montagneuses (au moins jusqu'au début du XXe siècle en France). Selon une étude ethnobotanique de Françoise et Grégoire Nicollier publiée en 1984 relative aux usages des plantes dans la vie quotidienne à Bagnes, cette plante (dont les noms en patois local étaient dzïnepëya, dzïnepëou dzïnepî) était utilisée en macération dans l'eau-de-vie ou en tisane, contre la bronchite, la pneumonie et en cas de refroidissements.

## Floraison
De juillet à août.

## Habitat
Rochers et éboulis entre 2 200 et 3 800 m et moraines glaciaires.

## Toxicité
Non toxique.